# Hoang tưởng
Hoang tưởng (tiếng Anh: delusion) là một niềm tin vững chắc và cố định dựa trên những cơ sở không đầy đủ mà không dùng lý lẽ chứng minh được hoặc là bằng chứng trái ngược, không đồng bộ với nền tảng văn hóa, khu vực và giáo dục. Là một bệnh lý, nó khác với niềm tin dựa trên thông tin sai lệch hoặc không đầy đủ, bị lẫn lộn, giáo điều, hoặc một số tác động sai lệch khác của nhận thức.
Chúng đã được tìm thấy xảy ra trong bối cảnh của nhiều trạng thái bệnh lý (cả thể chất và tinh thần nói chung) và có tầm quan trọng chẩn đoán đặc biệt trong các rối loạn tâm thần bao gồm tâm thần phân liệt, paraphrenia, Rối loạn nhận thức và trầm cảm tâm thần.

## Phân loại
Hoang tưởng được phân loại thành bốn nhóm khác nhau:
- Hoang tưởng kỳ quái : Hoang tưởng được coi là kỳ quái nếu chúng rõ ràng không hợp lý và không thể hiểu được với những người cùng văn hóa và không xuất phát từ kinh nghiệm sống thông thường.[2] Một ví dụ được đặt tên bởi DSM-5 là một niềm tin rằng ai đó đã thay thế tất cả các cơ quan nội tạng của mình bằng nội tạng của người khác mà không để lại sẹo, tùy thuộc vào cơ quan được đề cập.
- Hoang tưởng không kỳ quái: Một Hoang tưởng rằng, mặc dù sai, nhưng ít nhất là có thể xảy ra về mặt kỹ thuật, ví dụ, người bị Hoang tưởng nhầm tưởng rằng họ đang bị cảnh sát theo dõi liên tục, điều đó là không thể, nhưng dù sao vẫn là một thực tế có khả năng xảy ra.
- Hoang tưởng phù hợp với tâm trạng: Bất kỳ Hoang tưởng nào có nội dung phù hợp với trạng thái trầm cảm hoặc hưng cảm, ví dụ, một người trầm cảm tin rằng người dẫn tin tức trên truyền hình không ủng hộ mình, hoặc một người ở trạng thái hưng cảm có thể tin rằng họ là một vị thần mạnh mẽ.
- Hoang tưởng trung lập với tâm trạng: Một Hoang tưởng không liên quan đến trạng thái cảm xúc của người mắc bệnh; ví dụ, một Hoang tưởng rằng có một cánh tay hay cái chân mọc ra từ phía sau lưng của một người là trung tính đối với chứng trầm cảm hoặc hưng cảm.[3]

### Chủ đề
Ngoài các loại này, Hoang tưởng thường biểu hiện theo một chủ đề nhất quán. Mặc dù Hoang tưởng có thể có bất kỳ chủ đề, một số chủ đề nhất định là phổ biến hơn. Một số chủ đề Hoang tưởng phổ biến hơn là:
- Hoang tưởng về sự kiểm soát: Niềm tin sai lầm rằng một người khác, nhóm người hoặc lực lượng bên ngoài kiểm soát những suy nghĩ, cảm xúc, xung động hoặc hành vi chung của mình.[3]
- Hoang tưởng Cotard: Niềm tin sai lầm rằng một người không tồn tại hoặc đã chết.[4]
- Hoang tưởng ghen tuông: Niềm tin sai lầm rằng vợ / chồng hoặc người yêu đang ngoại tình, mà không có bằng chứng để khẳng định việc đó.[3]
- Hoang tưởng về cảm giác tội lỗi hoặc tội lỗi (hoặc Hoang tưởng về sự tự buộc tội): Cảm giác bối rối của sự hối hận hoặc cảm giác tội lỗi về cường độ Hoang tưởng của bản thân.[3]
- Hoang tưởng về tâm trí đang bị đọc: Niềm tin sai lầm rằng người khác có thể biết suy nghĩ của mình.[3]

- Hoang tưởng về chèn suy nghĩ: Niềm tin rằng người khác nghĩ thông qua tâm trí của bản thân.[3]

- Hoang tưởng về tham khảo: Niềm tin sai lầm rằng những nhận xét, sự kiện hoặc đối tượng không đáng kể trong môi trường của một người có ý nghĩa hoặc giá trị cá nhân. "Thông thường ý nghĩa được gán cho các sự kiện này là tiêu cực, nhưng 'thông điệp' cũng có thể có chất lượng tốt." [3]

- Hoang tưởng tình yêu: Niềm tin sai lầm rằng một người khác đang yêu mình.[3]

- Hoang tưởng tôn giáo vĩ đại: Niềm tin rằng bản thân là một vị thần hoặc được chọn để hành động như một vị thần.[5][6]

- Hoang tưởng somatic: Hoang tưởng có nội dung liên quan đến hoạt động cơ thể, cảm giác cơ thể hoặc ngoại hình. Thông thường niềm tin sai lầm là cơ thể bằng cách nào đó bị bệnh, bất thường hoặc thay đổi.[3] Một ví dụ cụ thể của Hoang tưởng này là Hoang tưởng: Hoang tưởng trong đó người ta cảm thấy bị nhiễm côn trùng, vi khuẩn, ve, nhện, chấy, bọ chét, giun hoặc các sinh vật khác.

- Hoang tưởng về nghèo đói: Người có Hoang tưởng này tin tưởng mạnh mẽ rằng họ bị mất khả năng tài chính. Mặc dù hiện tại loại Hoang tưởng này ít phổ biến hơn, nhưng nó đặc biệt phổ biến trong những giai đoạn lịch sử trước khi có sự hỗ trợ công của nhà nước.[7]